# Kent Brockman
Kent Brockman (født Brocklestein) er en figur i den animerede tv-serie The Simpsons. Skuespilleren Harry Shearer lægger stemme til figuren. Brockman er en mand midt i 50'erne og er en af Springfields mest kendte nyhedsoplæsere og arbejder i Springfields lokal-TV Channel 6. Han har også været på programmer som Eye on Springfield og Kentrasting People. Brockman startede sin tv-karriere i 1960'erne under navnet Kenny Brocklestein (episoden "Mother Simpson").
Der er folk, der mener, at han er baseret på nyhedsreportere fra virkelighedens verden som Los Angeles-reporterne Jerry Dunphy, Hal Fishman, Lloyd Robertson og Ted Baxter, hovednyhedsoplæseren fra Mary Tyler Moore, spillet af Ted Knight. Det hævdes også, at han kunne minde om Ted Koppel og Walter Cronkite.[kilde mangler]